# Fahrdienstvorschrift
Die Fahrdienstvorschrift ist das grundlegende Regelwerk für die Durchführung des Bahnbetriebes bei öffentlichen Eisenbahnen. Fahrdienst, früher auch als äußerer Betriebsdienst bezeichnet, beinhaltet alle Tätigkeiten, die direkt mit der Abwicklung der Zug- und Rangierfahrten zusammenhängen.

## Deutschland
Es gibt derzeit in Deutschland noch zwei verschiedene Fahrdienstvorschriften – die von der DB InfraGO herausgegebene Fahrdienstvorschrift (FV-DB, auch Ril 408) und die vom Verband Deutscher Verkehrsunternehmen herausgegebene Fahrdienstvorschrift für Nichtbundeseigene Eisenbahnen (FV-NE). Da auch DB InfraGO AG die Anwendung der FV-NE auf einigen ihrer Strecken erklären kann, gibt es die Ril 438 der DB InfraGO AG, die inhaltlich der FV-NE entspricht.

### Entwicklung
Die Fahrdienstvorschriften beruhen in Deutschland auf der Eisenbahn-Bau- und Betriebsordnung und wurde im Jahre 1907 erstmals herausgegeben. Nach 1945 bis zur Zusammenführung der Deutschen Bundesbahn (DB) und der Deutschen Reichsbahn (DR) am 1. Januar 1994 zum Bundesunternehmen bzw. privatrechtlich organisierten Staatskonzern Deutsche Bahn entwickelten sich deren Vorschriften in West- und Ostdeutschland unterschiedlich. Die beiden Regelwerke der Staatsbahnen Ost und West waren im Grundsatz gleich, jedoch in den Details zu Ausführungen teilweise sehr unterschiedlich. Auch die Kennung der beiden Vorschriften war ab 1979 unterschiedlich:
- ehem. DB: DS 408 (DS = Druckschrift)
- ehem. DR: DV 408 (DV = Dienstvorschrift)

Da die DDR nur staatseigene Eisenbahnen kannte, gab es in den ostdeutschen Bundesländern vor 1990 keine der FV-NE entsprechende Vorschrift. Die FV-NE wird durch den Verband Deutscher Verkehrsunternehmen herausgegeben, hat aber teilweise durch die amtliche Einführung durch die Verkehrsministerien einzelner Bundesländer den rechtlichen Rang einer Verordnung. Im Gegensatz dazu hat die Richtlinie 408 der DB InfraGO den Rechtsrang anerkannter Regeln der Technik.

#### Zusammenführung in eine einheitliche Richtlinie für die Deutsche Bahn
Nach der Zusammenführung der Staatsbahnen zum privatrechtlich organisierten Bundesunternehmen bzw. Staatskonzern Deutsche Bahn gab es mehrfach Aktualisierungen, die eine Annäherung der beiden Vorschriften von DB und DR als Ziel haben. Im Jahr 1998 wurde erstmals eine Fahrdienstvorschrift veröffentlicht, die teilweise einheitlich war. Nur für das Gebiet der ehemaligen DB gültige Regelungen wurden auf rotes Papier gedruckt, Regelungen, die nur die neuen Bundesländer betrafen, druckte man auf grünes Papier.
Ab dem Jahr 2000 gab es nur noch eine einheitliche Konzernrichtlinie, nun unter dem Titel Züge fahren und Rangieren, die zum 10. Dezember 2006 den Rang einer Richtlinie bekam. Mit dem Wegfall des Begriffs Vorschrift sind auch alle Paragraphen entfernt worden. Die Richtlinie gliedert sich seither in Modulgruppen.

#### Rückbenennung und Anpassung an TSI-Regeln
Zum Fahrplanwechsel am 13. Dezember 2015 trat die Ril 408 als Neuausgabe in Kraft. Sie trägt seitdem wieder den Titel Fahrdienstvorschrift, genau Fahrdienstvorschrift der DB InfraGO AG.
Zeitgleich wurde sie, nach Vorgaben der TSI „Verkehrsbetrieb und Verkehrssteuerung“, neu strukturiert. Sie ist nunmehr thematisch in Regeln für Anwender der Eisenbahninfrastrukturunternehmen, Schnittstellenregeln für Anwender in den Eisenbahnverkehrsunternehmen sowie Rangieren unterteilt. Dies bricht mit der langen Tradition, sämtliche Regeln in einem Dokument zu vereinigen, wird aber von den EU-Richtlinien 2006/920/EG und 2008/231/EG (TSI Betrieb) verlangt. Diese fordern vom Eisenbahnverkehrsunternehmen die Erstellung eines Triebfahrzeugführerheft genannten Dokuments, in dem der Triebfahrzeugführer alle ihn bei seiner Dienstausübung betreffenden Regeln nachlesen kann. Die neue Aufteilung entspricht darüber hinaus besser den Geschäftsinteressen der DB InfraGO AG, die die Leistungserbringung ihrer Mitarbeiter als interne Prozesse betrachtet und das dafür geltende Regelwerk nicht veröffentlichen möchte, sondern nur noch die zur Zusammenarbeit mit den Netznutzern notwendigen Schnittstellen dokumentieren will.

#### Zukünftige Weiterentwicklung der Fahrdienstvorschriften
Seit der Einführung des freien Netzzugangs zu Schienenwegen in Deutschland kommt es in zunehmendem Maße dazu, dass Züge zwischen Infrastrukturen der DB InfraGO und den nichtbundeseigenen Eisenbahnen übergehen. Das Nebeneinander verschiedener Betriebsverfahren mit ähnlichen Regelungsinhalten, aber Unterschieden in den Details (z. B. Zugleitbetrieb/Zugmeldebetrieb DB und Zugleitbetrieb/Zugmeldebetrieb FV-NE) erscheint daher nicht mehr wünschenswert, zumal insbesondere das Zugpersonal für jedes Betriebsverfahren geschult und geprüft sein muss, unter dem es eingesetzt werden soll. Das Regelwerk der DB InfraGO AG und die FV-NE sollen daher perspektivisch zu einer gemeinsamen Fahrdienstvorschrift für Deutschland vereinigt werden. Seit dem Jahr 2001 wurde daher ein Regelwerk mit dem Arbeitstitel Anweisung für den Fahrbetrieb (AnFab) erarbeitet und im September 2003 durch den Länderausschuss „Eisenbahnen und Bergbahnen“ verabschiedet. Zu einer Einführung durch die Bundesländer kam es nicht.
Eine Fahrdienstvorschrift für den digitalen Bahnbetrieb (Richtlinie 400, ehemals 434) war im Herbst 2021 in Entwicklung und sollte ab Dezember 2027 im Digitalen Knoten Stuttgart pilotiert werden. Die Fahrdienstvorschrift soll schutzziel- und prozessorientiert aufgebaut und unter standardisierten Rahmenbedingungen angewendet werden. Durch die neue Fahrdienstvorschrift soll auch die Komplexität reduziert werden. Sie soll ferner übersichtlich und einfach sein und in rein digitaler Form angeboten werden. Mit der neuen Fahrdienstvorschrift sollen neue Betriebsverfahren mit ETCS Level 2 ohne Signale eingeführt werden.
Wann und wo die Fahrdienstvorschrift pilotiert werden soll, ist inzwischen offen.

### Unterschiede zwischen FV-DB und FV-NE
Die Fahrdienstvorschrift für Nichtbundeseigene Eisenbahnen ist an vielen Stellen erheblich weniger detailliert als die Fahrdienstvorschrift der DB Netz AG und eröffnet dem jeweiligen Eisenbahnbetriebsleiter (EBL) häufiger die Möglichkeit, die Vorschrift individuell abzuändern oder zu ergänzen und sie so auf die Verhältnisse in seinem Eisenbahnunternehmen anzupassen. Damit trägt die FV-NE den stark divergierenden örtlichen Verhältnissen und dem insgesamt weniger umfänglichen technischen Ausrüstungsstand der Infrastruktur bei den nichtbundeseigenen Eisenbahnunternehmen Rechnung. Die vom EBL getroffenen Regelungen werden in einer Sammlung betrieblicher Vorschriften (SbV) den Netznutzern bekanntgegeben. Das Gegenstück zur SbV sind im Bereich der FV-DB die örtlichen Zusätze (öZ), bis 2015 Örtliche Richtlinie (ÖRil). Beispiele für Regelungsgegenstände von SbV bzw. öZ sind Maßnahmen bei Gefälle, Regelungen für das Rangieren (z. B. Verbot des Abstoßens von Wagen), Durchführung der Zugvorbereitungsmeldung, verwendete Kennbuchstaben des Richtungsanzeigers Zs 2.
Die FV-NE gilt nur für Nebenbahnen. Infrastrukturunternehmen mit Hauptbahnen oder besonders umfangreichen Gleisanlagen (z. B. die Hamburger Hafenbahn) erklären daher typischerweise stattdessen die Ril 408 für anwendbar.

#### Beispiel: Rangierdienst in FV-DB und FV-NE
Die Regelungen zum Rangierdienst sind weitgehend zwischen den beiden Vorschriften vereinheitlicht. Dennoch bestehen in Teilen materielle Unterschiede. So kennen zwar beide Vorschriften den Begriff des Baugleises. Wenn ein gesperrtes Gleis der freien Strecke zum Baugleis erklärt wird, ist unter beiden Vorschriften die Konsequenz, dass nicht mehr die Regeln über Sperrfahrten, sondern diejenigen über Rangierfahrten anzuwenden sind. Bis Dezember 2015 war allerdings nur unter der Ril 408 die Geschwindigkeit auf 20 km/h (statt 25 km/h bei Rangierfahrten) begrenzt. Ähnliches gilt für Rangieren mit Ansage des freien Fahrwegs. Bei diesem Verfahren darf die Rangiergeschwindigkeit von 25 auf 40 km/h erhöht werden. Die Ril 408 nennt hierzu Voraussetzungen. Unter FV-NE müssen dagegen die Anforderungen für diese höhere Geschwindigkeit vom EBL bestimmt werden.
Entsprechend der höheren Bedeutung des Verschiebens (also des Bewegens von Wagen durch Menschenkraft oder Rangierhilfsmitteln) bei NE-Bahnen gibt die FV-NE strengere Vorschriften für diese Rangierbewegung vor. Vergleichsweise erleichtert sind dagegen die Regeln zum Abstoßen und Ablaufen. Diese Rangierbewegungen sind unter FV-NE prinzipiell in allen Gleisen erlaubt, soweit diese nicht dem Katalog in § 56 Abs. 1 unterliegen oder der EBL sie im betreffenden Gleis explizit verboten hat. Unter Ril 408 sind beide Bewegungen dagegen grundsätzlich verboten, soweit die Gleise nicht explizit in den öZ dafür freigegeben sind. Nicht vereinheitlicht ist derzeit auch die Anzahl der Achsen, die ohne bediente Handbremse abgestoßen bzw. abgelaufen lassen werden dürfen. Unter FV-NE sind dies jeweils 2 Radsätze mehr als im Bereich der Ril 408.
Auch der Übergang ohne Halt einer Rangierfahrt in eine Zugfahrt oder umgekehrt ist in der FV-NE erleichtert. Insbesondere ist bei der FV-NE in beiden Richtungen kein Hauptsignal notwendig.

### Verfügbarkeit
Die Fahrdienstvorschrift der Staatsbahnen war früher „nur für den internen Dienstgebrauch“ erhältlich und durfte nicht an Personen außerhalb der Eisenbahnen weitergegeben werden. Da die Kenntnis der Regelungen der Fahrdienstvorschrift jedoch Netzzugangskriterium der DB InfraGO ist und diese somit allen Eisenbahnverkehrsunternehmen zugänglich gemacht werden muss, kann man sie mittlerweile von der Homepage der DB InfraGO herunterladen.
Die FV-NE und die jeweils aktuelle Berichtigung kann in gedruckter Form beim Flöttmann-Verlag bezogen werden.

## Schweiz
Die Schweizerischen Fahrdienstvorschriften (FDV) werden in der Regel jährlich neu herausgegeben.
Die Vorschriften sind ähnlich einem Gesetzbuch aufgebaut. Es sind stets die allgemeinen Vorschriften als erstes erwähnt, bevor auf speziellere Vorschriften eingegangen wird.
Oftmals jedoch sind die Vorgaben in den FDV nicht abschließend, sondern überlassen je nach Sachlage den jeweiligen Eisenbahnverkehrsunternehmen (EVU) oder Infrastrukturbetreibern (ISB) die genaue Ausgestaltung in Form von Ergänzungen oder sogar ersatzweisen Vorschriften, sofern dadurch das Sicherheitsniveau nicht herabgesetzt wird.
Daher existieren zusätzlich zu den FDV noch die sogenannten Ausführungsbestimmungen Infrastruktur (AB-I) und Betriebsvorschriften Verkehr (BV). Die SBB Infra beispielsweise haben ihre AB-I gemeinsam mit der BLS und der SOB ausgearbeitet. Während die FDV auf weißem Papier gedruckt sind, werden die AB-I von SBB, BLS und SOB auf grünem Papier gedruckt. Die Betriebsvorschriften Verkehr werden von den jeweiligen EVU herausgegeben und regeln die Vorschriften über das Führen der Züge. Sie beziehen sich daher sehr spezifisch auf das jeweilige EVU und die vom EVU bedienten Fahrzeuge und Spezialitäten, während die FDV sehr allgemein gehalten und für sämtliche Schweizer Bahnen verpflichtend sind.
Die FDV gliedern sich in insgesamt 15 Abschnitte:
1. Allgemeines
2. Signale
3. Anordnungen und Übermittlung
4. Rangierbewegungen
5. Zugvorbereitung
6. Zugfahrten
7. Zugbeeinflussung
8. Arbeitssicherheit
9. Störungen
10. Formulare
11. Schalten und Erden von Fahrleitungen
12. Arbeiten im Gleisbereich
13. Lokführer
14. Bremsen
15. Besondere Betriebsformen

Die Fahrdienstvorschrift für die Schweizer Bahnen kann auf der Webseite des Bundesamts für Verkehr heruntergeladen werden.

## Polen
Während die Deutsche Bahn AG die Richtlinie 408 Züge fahren und Rangieren erließ, nutzen die Polskie Koleje Państwowe an dieser Stelle zwei Vorschriften:
1. die Instruktion zur Durchführung von Zugfahrten – Instrukcja o prowadzeniu ruchu pociagów Ir-1 (R-1) vom 17. Juli 2007 und
2. die Instruktion zur Technik der Rangierarbeit – Instrukcja o technice pracy manewrowej Ir-9 (R-34) vom 1. März 2005.

Die Instruktion Ir-1 (R-1) beinhaltet 83 Paragraphen in zwölf Kapiteln sowie drei Anhänge und neun Anlagen. Es werden vier schriftliche Befehle verwendet:
- Befehl „O“ (Fahrt mit verringerter Geschwindigkeit oder auf Sicht)
- Befehl „S“ (Fahrt über Halt zeigende oder ungültige Signale)
- Befehl „N“ (Fahrt auf dem linken Gleis)
- Befehl „Nrob“ (eingleisiger Behelfsbetrieb)

Die Instruktion Ir-9 (R-34) beinhaltet 29 Paragraphen in vier Kapiteln sowie drei Anlagen. In Ergänzung der bei der DB AG ausschließlichen Signalfarben Rot, Gelb, Grün und Weiß verwenden die PKP als weitere Signalfarbe bei Lichtsignalen Blau: Halt für Rangierfahrten.
Die gültigen Signale der PKP SA sind, wie bei der DB AG auch, in einer gesonderten Vorschrift geregelt: in der Instruktion der Signalisierung Instrukcja sygnalizacji Ie-1 (E-1), dem polnischen Signalbuch.